# Jackie Butler
Pour les articles homonymes, voir Butler.
Jackie Butler, né le 10 mars 1985 à McComb, dans l'État du Mississippi, est un joueur américain de basket-ball. Il évolue durant sa carrière aux postes d'ailier fort et de pivot.

## Palmarès
- Champion NBA 2007